# Fuoco sacro (romanzo)
Fuoco sacro (Holy Fire) è un romanzo fantascientifico dello scrittore statunitense Bruce Sterling pubblicato nel 1996.
Il romanzo, appartenente al filone fantascientifico biopunk, narra la storia di Mia, una novantaquattrenne che dopo un innovativo e drastico trattamento medico si trova a vivere da ventenne nel suo corpo ringiovanito.

## Storia editoriale
Il romanzo è stato pubblicato nel 1996 in Gran Bretagna; nell'anno seguente è stato candidato al Premio Hugo e al Premio BSFA, posizionandosi al quinto posto nella classifica per l'assegnazione del Premio Locus. Il romanzo è stato ben accolto dalle lettrici di Sterling che ne hanno apprezzato il tema trattato: la lotta di una donna per affermare la sua identità e le sue velleità artistiche, il tutto narrato dal punto di vista femminile della protagonista.
Nel romanzo l'autore contrappone le nuove generazioni alla gerontocrazia dei vecchi che, prolungando artificialmente all'inverosimile la sopravvivenza in vita, ostacolano i giovani nella loro realizzazione.

## Trama
(Bruce Sterling Fuoco sacro)
Il mondo è profondamente cambiato dopo una disastrosa epidemia. L'umanità giunta alla fine del XXI secolo ha investito risorse ingenti nel prolungamento della vita con ottimi risultati, instaurando però una gerontocrazia in cui i più anziani detengono tutto il potere e le risorse economiche mentre ai giovani non viene dato spazio per realizzarsi. Mia Ziemann, ricca novantaquattrenne di San Francisco, si è sottoposta a un innovativo trattamento biomedico, la "disintossicazione cellulare dissipativa neo-telomerica", che le dona un corpo di ventenne. Ringiovanita, decide di ricominciare una nuova vita, liberandosi delle costrizioni della società che le ha concesso i trattamenti medici in cambio della libertà a costo di uno stile di vita ascetico. Mia nasconde la sua vera identità agli altri facendosi chiamare Maya; la ragazza inizia un wanderjahr, ossia un viaggio di iniziazione in giro per l'Europa. Fugge dagli Stati Uniti e arriva a Stoccarda proseguendo quindi verso Monaco di Baviera dove si fermerà per alcuni mesi.
Maya si trasferisce successivamente a Praga dove frequenta un gruppo di giovani artisti alternativi. Visita Roma e Milano dove si fa apprezzare come indossatrice e fotomodella. Inizia un apprendistato da fotografa con un famoso anziano artista, cercando in ogni modo di soddisfare le sue ambizioni artistiche. Quando viene riconosciuta non ritorna alla vecchia vita e continua il pellegrinaggio artistico negli Stati Uniti, inseguendo il "fuoco sacro" dell'arte, realizzandosi come fotografa.

## Personaggi
Mia ZiemannLa novantaquattrenne protagonista del romanzo. Dopo molti interventi di ringiovanimento, un trattamento sperimentale le dona un corpo da ventenne. Con il nome di Maya inizia una nuova vita votata a nuove esperienze e all'arte in giro per l'Europa nascondendo a tutti la sua vera identità.
Martin WarshawEra stato fidanzato con Mia per sette mesi settantacinque anni prima, nel 2022. Novantaseienne, prima di morire per eutanasia, vuole rivedere la donna cui lascia in eredità tutte le sue memorie racchiuse in uno spazio virtuale, il "Palazzo della memoria" in cui sono conservati anche ingenti capitali all'interno di files criptati.
Josef NovákAnziano e famoso fotografo, pigmalione di Maya, le insegnerà l'arte della fotografia e i trucchi delle top model.
PlatoneIl cane di Martin, geneticamente e ciberneticamente modificato è capace di parlare e di ragionare.
BrettGiovane sbandata, aiutata da Mia a San Francisco prima del trattamento di ringiovanimento e poi rincontrata a Roma.
UlrichGiovane borseggiatore di Monaco di Baviera. Concepisce il crimine come un atto anarchico contro la società gerontocratica. Con lui Maya ha una breve relazione.
KlausEx cosmonauta, proprietario del Tête de Noyé, locale alternativo di Praga.
PaulGiovane intellettuale frequentatore del Tête de Noyé. Diventa molto amico di Maya.
BenedettaFrequentatrice del Tête de Noyé, amica di Pau. Aiuta Maya ad accedere al "Palazzo della memoria" da lei ereditato sottraendole parte del denaro virtuale lì custodito.
EmilGiovane scultore si è fatto cancellare la memoria per ricominciare da zero il suo percorso artistico. Diventa l'amante di Maya per un breve periodo.
Hélèn Vauxcelles-SerusierMecenate e spia della polizia internazionale. Soprannominata "la Vedova" poiché è solita sposare promettenti artisti decadenti poco prima della loro morte.

## Edizioni
- (EN) Bruce Sterling, Holy Fire, 1ª ed., Londra, Orion, 1996,  p. 296, ISBN 1-85798-462-5.
- Bruce Sterling, Fuoco sacro, collana Il libro d'oro, traduzione e introduzione di Daniele Brolli, n. 93, Roma, Fanucci, 1997,  p. 316, ISBN 88-347-0545-9.
- Bruce Sterling, Fuoco sacro, collana Economica tascabile, traduzione e introduzione di Daniele Brolli, n. 7, Roma, Fanucci, 2000,  p. 316, ISBN 88-347-0758-3.